# Bom Jesus do Norte
Bom Jesus do Norte là một đô thị thuộc bang Espírito Santo, Brasil. Đô thị này có diện tích 89,111 km², dân số năm 2007 là 9303 người, mật độ 104,4 người/km².